# Râul Șarpele
Râul Șarpele este un râu din România, afluent al râului Câlniștea. 